# Itay Tiran

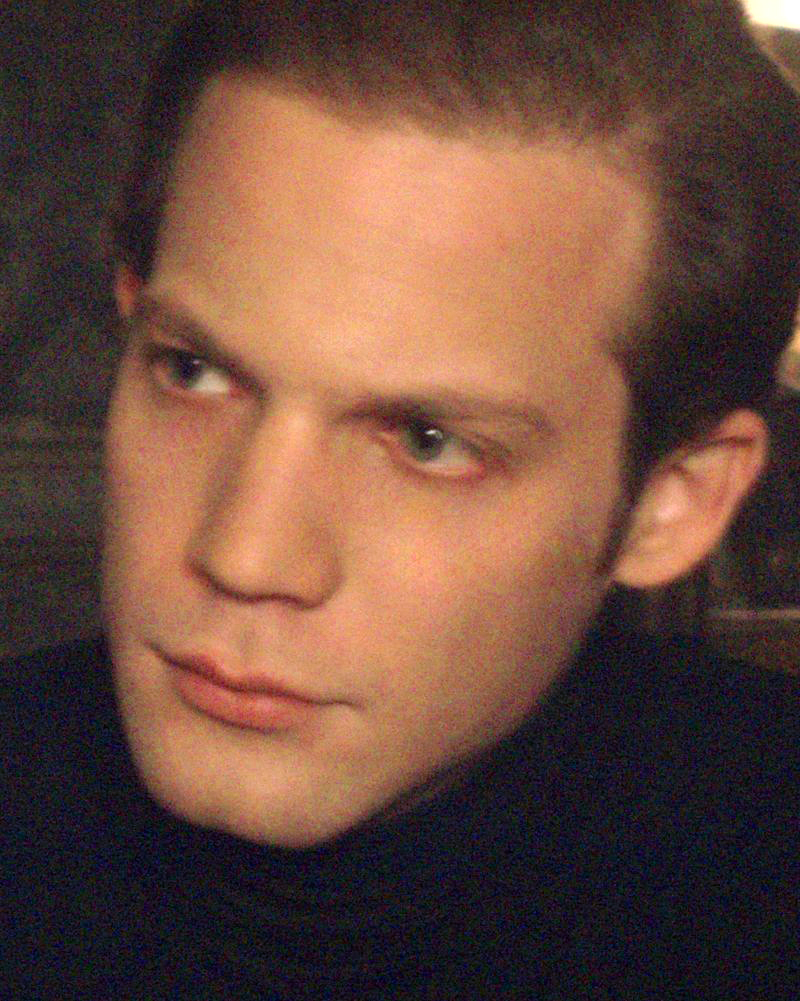
Itay Tiran (2007)

Itay Tiran; hebräisch איתי טיראן (* 23. März 1980 in Petach Tikwa) ist ein israelischer Schauspieler und Regisseur.

## Leben
Als angehender Pianist lernte Tiran zuerst an der Rimon-Musikschule, aber nach einem Jahr entschied er sich für das Schauspielen und führte sein Studium in der Bet-Zvi-Theaterakademie fort. Für seine schauspielerische Tätigkeit erhielt er in Israel mehrere nationale Theaterpreise und wurde für Filmpreise nominiert.

Tiran war Hauptschauspieler in dem von Dirigent Daniel Cohen gegründeten Gropius Ensemble.

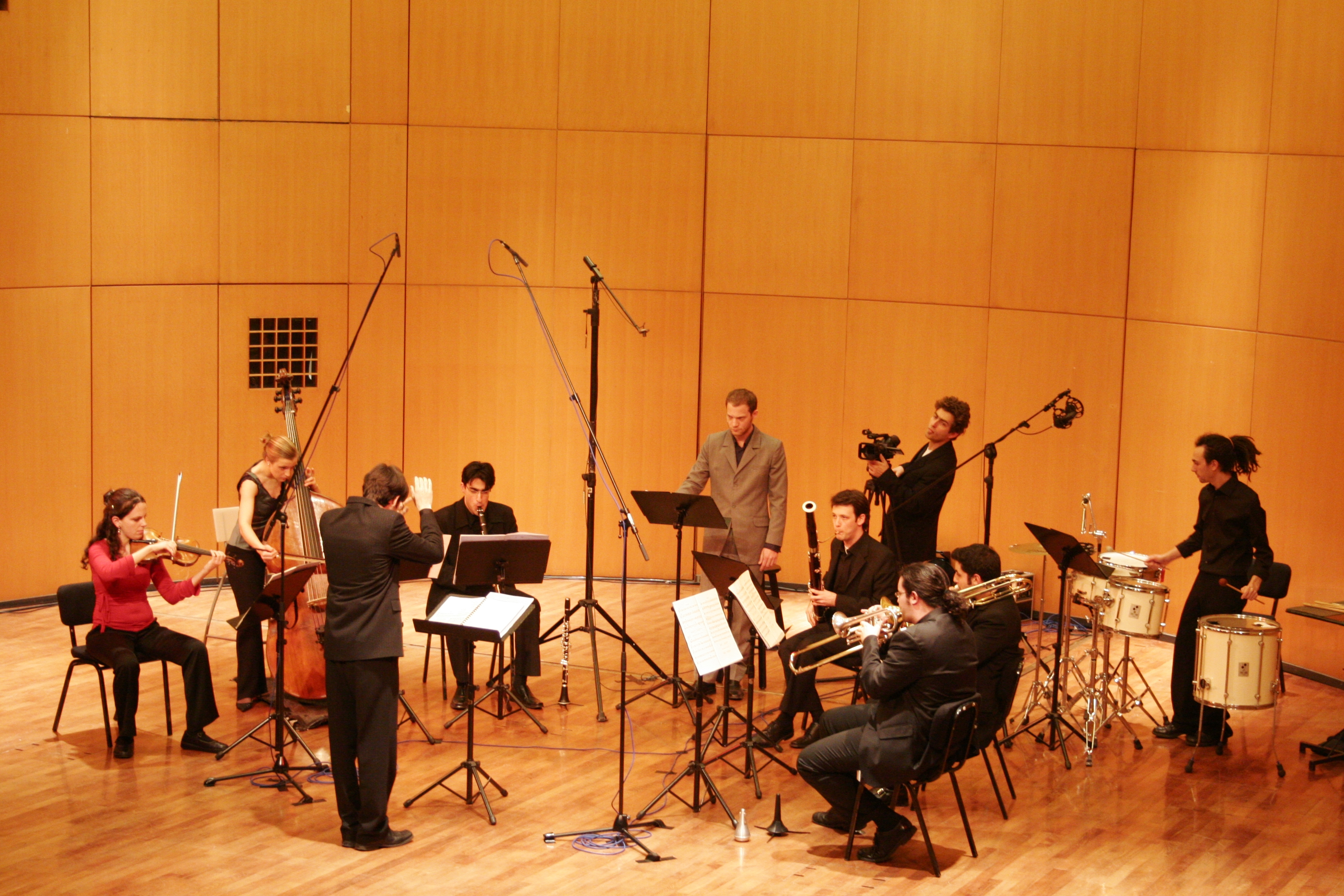
Cohen und Tiran mit dem Gropius Ensemble, 2008

Tiran ist mit Melanie Peres verheiratet.
Itay Tiran gehört der Gruppe von Bühnenkünstlern an, die im August 2010 bekanntgaben, dass sie nicht bereit seien, in Siedlungen in den besetzten Gebieten aufzutreten. Im Jahre 2015 inszenierte Tiran Mozarts Hochzeit des Figaro beim Opernfestival in Akko im Hof der Ritterhallen der ehemaligen Johanniterkommende dort.

## Theaterrollen
- 2002: Eilif in Mutter Courage und ihre Kinder
- 2002: König in Rumpelstilzchen
- 2004: Franz Jägerstätter in iWitness (UA) von Joshua Sobol (Regie: Paulus Manker)
- 2005: Hamlet von Shakespeare
- 2008: Mozart in Amadeus
- 2010: Kittel in Ghetto von Joshua Sobol
- 2011: Woyzeck in Woyzeck, das er auch selber inszenierte
- 2012: Richard in  Richard III.
- 2018: David in  Vögel von Wajdi Mouawad am Schauspiel Stuttgart
- 2019: Othello in  Othello von Shakespeare am Schauspiel Stuttgart

## Filmografie (Auswahl)
- 2007: Beaufort (בופור)
- 2009: Lebanon (לבנון)
- 2011: Gelobtes Land (The Promise)
- 2012: Die Lebenden
- 2012: Anleitung zum Unglücklichsein
- 2013: Lauf Junge lauf
- 2015: Hayored Lema'ala
- 2016: Der Tel-Aviv-Krimi – Tod in Berlin
- 2016: Der Tel-Aviv-Krimi – Shiv'a
- 2016: Die Geiseln (Bnei Aruba, Fernsehserie, 12 Folgen)
- 2017: Der Tel-Aviv-Krimi – Masada